# D. J. Jones
David Oliver „D. J.“ Jones (geboren am 19. Januar 1995 in Greenville, South Carolina) ist ein US-amerikanischer American-Football-Spieler auf der Position des Defensive Tackles. Derzeit spielt er für die Denver Broncos in der National Football League (NFL). Zuvor spielte er College Football für Ole Miss und wurde von den San Francisco 49ers in der sechsten Runde im NFL Draft 2017 ausgewählt, für die er von 2017 bis 2021 unter Vertrag stand.

## Frühe Jahre und College
Jones besuchte die Wren High School im Anderson County, South Carolina und wurde von 247sports als Zwei-Sterne-Rekrut bewertet. Obwohl er auch ein Angebot von LSU erhielt, entschied er sich für das East Mississippi Community College, einem Community College in Scooba, Mississippi, welches 2015 und 2016 in der Netflix-Serie Last Chance U gezeigt wurde. Dort spielte er zwei Jahre für das Footballteam und gewann mit dem Team in beiden Jahren die nationale Meisterschaft der Community Colleges. Danach wurde er als Vier-Sterne-Rekrut bewertet und viertbester Spieler des Landes eines Community Colleges, sodass er von vielen Colleges rekrutiert wurde. Ursprünglich entschied er sich, College Football für die Florida State Seminoles zu spielen. Danach revidierte er seine Entscheidung und schloss sich dem Footballteam von Ole Miss der University of Mississippi an. Für die Rebels war er zwei Jahre lang aktiv und spielte in 25 Spielen, in denen er 70 Tackles und 6,0 Sacks erzielen konnte.

## NFL
Jones wurde in der sechsten Runde an 198. Stelle im NFL Draft 2017 von den San Francisco 49ers ausgewählt. Am 4. Mai 2017 unterschrieb er einen Vierjahresvertrag.
2017 und 2018 wurde er vor allem als Rotationsspieler in der Defensive Line eingesetzt. In der Saison 2019 konnte er beim 51:17-Sieg gegen die Carolina Panthers seinen ersten Sack gegen Kyle Allen erzielen. Er startete in elf Spielen, bis er sich in Woche 14 eine Knöchelverletzung zuzog und den Rest der Saison verpasste. Ohne ihn erreichten die 49ers den Super Bowl LIV, welchen sie mit 20:31 gegen die Kansas City Chiefs verloren. 2020 wurde er häufiger eingesetzt, so spielte er in 40 % aller defensiven Snaps. Er konnte drei Sacks erzielen, jedoch verpasste er mit den 49ers die Playoffs, nachdem sie nur sechs Spiele gewinnen konnten.
Vor der Saison 2021 unterschrieb er einen Einjahresvertrag mit den 49ers über 3,5 Millionen US-Dollar. Er war elementarer Bestandteil der Defensive Line und wurde vor allem bei First und Second sowie vermehrt bei Third Down eingesetzt. In Woche 10 verhinderte er beim 31:10-Sieg gegen die Los Angeles Rams einen Fake-Field-Goal-Versuch mit einem Tackle an Kendall Blanton. In der Saison kam er in 50 % der defensiven Snaps zum Einsatz und erzielte dabei 56 Tackles, was für ihn eine Karrierebestleistung war, sowie zwei Sacks. Mit dem Team erreichte er die Playoffs, wo die 49ers nach Siegen gegen die Dallas Cowboys und Green Bay Packers das NFC Championship Game erreichten, welches sie mit 17:20 gegen die Los Angeles Rams verloren.
Am 17. März 2022 unterschrieb er einen Dreijahresvertrag über 30 Millionen US-Dollar, davon 20 Millionen garantiert, bei den Denver Broncos.
In der Saison 2023 gelang es ihm als erstem Defensive Tackle der Broncos seit 1994, 
in einer Saison mindestens drei Fumbles zu erzwingen. Beim 29:12-Sieg über die Cleveland Browns in Woche 12 konnte er seinen zuvor erzwungenen Fumble selbst recovern und dadurch einen erfolgreichen Touchdown-Drive einleiten. Bei der 17:42-Niederlage gegen die Detroit Lions in Woche 15 gelang ihm sein zehnter Karrieresack gegen Lions-Quarterback Jared Goff.
2024 schlossen die Broncos die Saison mit einer 10:7-Bilanz ab und erreichten damit nach 2021 erstmal wieder die Play-offs, wo man allerdings gleich in der Wild-Card-Runde gegen die Buffalo Bills ausschied. Jones, der in der Regular Season in jedem Spiel als Starter aufgelaufen war, verzeichnete dabei einen Sack an Quarterback Josh Allen.

### NFL-Statistiken
| Saison                             | Saison | Spiele | Spiele      | Tackles | Tackles | Tackles | Tackles | Interceptions | Interceptions | Interceptions | Interceptions | Interceptions | Fumbles | Fumbles | Fumbles |
| Jahr                               | Team   | Spiele | als Starter | Gesamt  | Solo    | Ast     | Sacks   | PD            | INT           | Yds           | Lng           | TD            | FF      | FR      | TD      |
| ---------------------------------- | ------ | ------ | ----------- | ------- | ------- | ------- | ------- | ------------- | ------------- | ------------- | ------------- | ------------- | ------- | ------- | ------- |
| 2017                               | SF     | 9      | 0           | 10      | 8       | 2       | 0,0     | 1             | 0             | 0             | 0             | 0             | 0       | 0       | 0       |
| 2018                               | SF     | 10     | 4           | 17      | 11      | 6       | 0,0     | 0             | 0             | 0             | 0             | 0             | 0       | 0       | 0       |
| 2019                               | SF     | 11     | 11          | 23      | 19      | 4       | 2,0     | 0             | 0             | 0             | 0             | 0             | 1       | 0       | 0       |
| 2020                               | SF     | 14     | 14          | 20      | 14      | 6       | 3,0     | 1             | 0             | 0             | 0             | 0             | 0       | 0       | 0       |
| 2021                               | SF     | 17     | 17          | 56      | 40      | 16      | 2,0     | 1             | 0             | 0             | 0             | 0             | 2       | 0       | 0       |
| 2022                               | DEN    | 15     | 15          | 34      | 22      | 12      | 2,0     | 6             | 0             | 0             | 0             | 0             | 0       | 0       | 0       |
| 2023                               | DEN    | 16     | 16          | 46      | 30      | 16      | 2,0     | 0             | 0             | 0             | 0             | 0             | 3       | 2       | 0       |
| 2024                               | DEN    | 17     | 17          | 42      | 21      | 21      | 1,0     | 3             | 0             | 0             | 0             | 0             | 0       | 1       | 0       |
| Gesamt                             | Gesamt | 109    | 94          | 248     | 165     | 83      | 12,0    | 12            | 0             | 0             | 0             | 0             | 6       | 3       | 0       |
| Quelle: pro-football-reference.com |        |        |             |         |         |         |         |               |               |               |               |               |         |         |         |